# Mass Effect
Mass Effect (укр. Ефект маси) — рольова відеогра, розроблена канадською студією BioWare для платформ Xbox 360, PlayStation 3 та PC. Прем'єра версії для платформи Xbox 360 відбулася 20 листопада 2007 року. Версія для ПК була випущена компанією Electronic Arts 28 травня 2008 року, а для PlayStation 3 в складі збірника оригінальної гри та продовжень 4 листопада 2012 року. Головний дизайнер гри — Престон Ватаманюк, сценарист — Дрю Карпишин, канадці українського походження.
Гра стала першою частиною в трилогії, також BioWare випустили серію епізодичного контенту, який можна завантажувати через Xbox Live або з офіційного сайту гри.
Події відбуваються в майбутньому, де люди тільки-но укріплюють свої позиції в стосунках з іншими космічними цивілізаціями. Сюжет оповідає про пригоди командера Шепарда та його команди, яким належить усунути загрозу з боку екстреміста Сарена для людських колоній, а потім розкрити ще більшу небезпеку для всієї галактики.

## Ігровий процес

Командер Шепард під час бою

### Основи
За стилем гра нагадує інші рольові відеоігри від Bioware, такі як Star Wars: Knights of the Old Republic (KOTOR) і Jade Empire. Гравець бере на себе роль командера Шепарда, на початку визначаючи його образ, обравши стать, вигляд, клас, деталі біографії. Шепард просувається за сюжетом, подорожуючи галактикою на космічному кораблі зі своєю командою, що складається з людей та представників інших рас. Йому належить виконувати різноманітні завдання, що включають боротьбу з ворогами, вирішення головоломок, налаштування стосунків з різними персонажами. Він може вибирати двох компаньйонів для кожного конкретного завдання.
Галактика поділена на регіони, до кожного з яких можна потрапити через Ретранслятори — стародавні пристрої, збудовані зниклою цивілізацією протеанів (як вважається на час подій цієї гри). Поблизу ретрансляторів розташовані одна або кілька зоряних систем із планетами. Висадившись на планету, командер з компаньйонами досліджує її та виконує завдання, успіх або провал яких впливає на подальший сюжет. Часто Шепард повинен спершу дістатися до місця головних подій на транспорті «M35 Mako». У разі загибелі чи провалу критично важливої місії гра відновлюється з останньої точки збереження. Існують сюжетно важливі місії та побічні, виконуючи які можна розвинути протагоніста й добути ресурси чи краще спорядження.
За виконання завдань або цікаві знахідки Шепард і його компаньйони отримують досвід. Коли його накопичується досить багато, командер отримує кілька очок розвитку, за які вдосконалює свої можливості, такі як володіння зброєю чи красномовство. Розвинувши якусь свою рису, він також отримує нову здібність, яку може застосувати в бою. Розвиток команди за промовчуванням автоматичний, хоча гравець може спрямовувати його вручну. Крім того Шепард часто винагороджується грошима, за які може купити нову зброю, броню та спорядження.
Чимало інформації та нових завдань отримується в ході розмов. Переважно в кожному діалозі є кілька варіантів відповідей, кожен з котрих має свої наслідки. Залежно від того, як Шепард поводиться, він накопичує риси Героя або Відступника. Вони змінюють ставлення до персонажа та відкривають спеціальні варіанти в діалогах, переконання та залякування відповідно. Герой перш за все прагне мирного вирішення проблем, захищає справедливість, ввічливо поводиться, переймається думкою інших. Відступник навпаки дбає про особисту вигоду, грубить, користується неетичними, а то й злочинними засобами досягнення цілей.
Гра містить «Кодекс» — електронну енциклопедію, у якій докладно розповідається про ігровий світ. Кодекс поповнюється в міру дослідження світу, його можна переглянути в меню паузи, він ділиться на два розділи: основний і додатковий. В основному розділі майже до кожної статті є ілюстрація й звукова доріжка, що дублює текст; він містить базові знання про світ гри, такі як історія, технології, раси. У додатковому розділі озвучення відсутнє, там описуються необов'язкові для розуміння гри факти.

### Бої
У більшості пригод Шепарду та його команді доводиться боротися з різноманітними ворогами. У Mass Effect є п'ять категорій зброї: пістолети, штурмові гвинтівки, дробовики, снайперські гвинтівки й гранати. Зброя (крім гранат) має нескінченний боєзапас, але швидко перегрівається, стаючи тимчасово непридатною для стрільби. У грі доступно три типи броні — легка, середня й важка. Кожна з категорій має свої переваги й недоліки. Кожному класу доступний тільки певний рівень броні. Наприклад, тільки солдат може носити важку. Броня різна для всіх рас, оскільки величезний кроган ніяк не влізе в броню, призначену для людини. Люди й асарі можуть використовувати однакову броню через схожу статуру.
І головні герої і більшість ворогів володіють запасом здоров'я та щитами. Щити першими приймають на себе атаки і після виснаження поступово відновлюються. Здоров'я Шепарда, але не компаньйонів, також поступово відновлюється поза боєм. Командер крім того може скористатися меди-гелем, щоб швидко полікувати себе і команду. Запас меди-гелю поновлюється перед кожним завданням, але може бути поповнений також у медичних станціях або з медичних наборів. Для дій, таких як злам електронних замків, протагоніст повинен вирішити головоломку, або ж скористатися омні-гелем. Ця речовина отримується від переробки непотрібних гравцеві речей. Що складніша головломка, то більше омні-гелю вона потребує.
Під час бою гравець може ввійти в тактичне меню, в якому під час паузи задати поведінку компаньйонів, змінити собі або їм зброю. Також можна вибрати ціль для якої-небудь здібності (своєї або компаньйонів). Кожна здібність має свою шкалу перезарядження, яка заповнюється через визначений час, так що гравець може використовувати кілька здібностей підряд, але не ту саму. До восьми здібностей можливо призначити до швидкого використання клавішами.
В Mass Effect є певна подоба магії, що дозволяє маніпулювати об'єктами на відстані. Особливі індивіди (біотики) мають вроджену здатність керувати локальними гравітаційми полями, і, завдяки вживленим імплантатам і тренуванням, можуть використовувати свою нервову систему для застосування різноманітних навичок телекінетичного характеру.

### Класи персонажів
У грі існує шість ігрових класів (для людей), три з яких є базовими й три — змішаними:
- Солдат — бойовий фахівець, що вміє добре поводитися з усіма видами зброї, а також може навчитися носити важку броню. Проте він не має біотичних здібностей.
- Інженер — фахівець із технологій. Використовує голографічний «уні-інструмент» для злому систем безпеки, ремонту обладнання, відключення ворожої зброї й силових полів, а також лікування союзників. Не має біотичних здібностей.
- Адепт — фахівець-біотик. Не навчений використовувати важке озброєння, але має широкий арсенал потужних біотичних здібностей.
- Розвідник — клас, що поєднує якості солдата й інженера. Зосередженіші на використанні технічних здібностей, ніж на лікуванні. Може носити середню броню й володіє навичками стільби зі снайперською гвинтівкою.
- Штурмовик — суміш солдата й адепта. Ефективний у близькому бою, тому що може однаково як користуватися дробовиками, так і використовувати основні біотичні здібності.
- Страж — суміш інженера й адепта. Не має хорошої бойової виучки, але ефективний як підтримка. Найкраще пристосований для біотичних або технічних робіт.

По завершенню необов'язкового для сюжету завдання на Місяці, гравець отримує можливість змінити клас персонажа на один із нових:
- Захисник (бастіон) — майстер з використання біотичних здібностей для оборони; може завдавати ушкодження ворогам, що перебувають у стазисному полі. Доступний для адептів і стражів.
- Спецпризначенець — відмінно поводиться з будь-якою можливою зброєю. Доступний для солдатів і розвідників.
- Санітар — вправний лікар, що здатен вилікувати навіть найсерйозніші рани. Доступний для інженерів і стражів.
- Месник (немезида) — бойовий біотик, що спеціалізується в руйнівних біотичних здібностях. Доступний для адептів і штурмовиків.
- Агент — висококласний сапер. Доступний для інженерів і розвідників.
- Ударний боєць — особливо витривалий солдат. Доступний для солдатів і штурмовиків.

У інопланетян також є свої індивідуальні класи, що є варіаціями вищезгаданих. Так кроганський бойовий майстер, по суті є штурмовиком, але може вдягати важку броню і використовувати штурмові гвинтівки. Інші класи інопланетян: вчена асарі, технік-кваріанець і туріанський агент.

### Техніка
«Нормандія SR-1» (англ. «Normandy SR-1») — космічний корабель, на якому подорожує Шепард і його команда. Це експериментальний фрегат, передовий для людства. Він має три палуби: командну (центр управління), житлову (каюти екіпажу) та інженерну (системи обслуговування). Шепард може вільно відвідувати буль-яку з них і спілкуватися з екіпажем. На командній палубі розташована карта галактики, на якій гравець вказує місце призначення.
«Мако». Крім піших завдань, доступні місії, де доводиться використовувати для пересування по поверхнях планет важкоозброєний бронетранспортер-всюдихід «M35 Mako». Ця шестиколісна машина володіє високою прохідністю, здатна заїжджати на майже прямовисні скелі та автоматично перевертається на колеса при падінні. Вона володіє запасом міцності та щитами, ремонтується омні-гелем, при цьому тимчасово зупиняючись. Бронетранспортер озброєний 155-мм гарматою (в оригіналі «прискорювачем маси калібру 155 мм») і кулеметом на турелі. Вбудовані реактивні двигуни дозволяють вирівнювати транспорт в падінні та здійснювати короткі «стрибки» через перешкоди.

## Сюжет

### Передісторія
У 2148 році люди знайшли на Марсі руїни цивілізації протеан і запаси екзотичної речовини — нульового елемента. Ця речовина, завдяки властивості змінювати масу навколишніх об'єктів (так званому ефекту маси, звідки й назва гри), стала основою перших недалеких надсвітлових подорожей. В 2149 році відбулося відкриття пристрою, що приписувався протеанам — Ретранслятора, яким виявився Харон. Він дозволив переміщуватися до інших Ретрансляторів, долаючи величезні відстані. Люди почали активно досліджувати галактику, вмикаючи нові Ретранслятори та колонізуючи відкриті планети. Це тривало, поки вони не зіткнулися з туріанцями у Війні першого контакту 2157 року. Туріанці, котрі вже були членами галактичного суспільства різних цивілізацій, вважали небезпечним активувати Ретранслятори без відома Ради Цитаделі. В ході переговорів війну було припинено і людство увійшло до галактичного суспільства. Воно виявилося молодою цивілізацією, яка, проте, швидко розвивалася та набувала значення в галактичній політиці.

### Дія гри
У 2183 році Альянс систем людства посилає експериментальний корабель «Нормандія SR-1» до своєї колонії Іден Прайм з таємною місією. Командер Шепард вирушає в складі експедиції та дізнається, що на планеті виявлено маяк стародавньої зниклої цивілізації протеан, який може містити цінні відомості. Рада Цитаделі, фактичний уряд галактики, направляє «Спектра» — елітного спецпризначенця-туріанця, на ім'я Найлус, наглядати і давати поради в цій справі. Крім того Найлус наглядає за командером Шепардом, адже він перша людина-претендент у «Спектри».
Найлус, Шепард і людина-біотик Кайден Аленко отримують від солдата Ешлі Вільямс послання про атаку на планету роботів, відомих як гети. Гетами потай від експедиції керує «Спектр»-відступник, туріанець Сарен Артеріус. Ешлі припускає, що маяк може привести до інших протеанських сховищ. Сарен вбиває Найлуса та активує маяк, після чого покидає Іден Прайм і наказує роботам знищити всю колонію. Борючись із гетами, Шепард знешкоджує закладені Сареном бомби. Його загін розшукує маяк, від якого командер отримує видіння повсюдної війни й смерті.
«Нормандію» викликає представник Альянсу систем у столиці галактичного суспільства, Доннел Удіна. Прибувши на космічну станцію Цитадель, Шепард розуміє, що Сарен ненавидить людей, тому всі колонії Альянсу під загрозою. Проте Рада Цитаделі не вірить його попередженням. Офіцер-туріанець Гаррус Вакаріан та найманець-кроган Урднот Рекс відсилають Шепарда до кваріанки Талі, котра володіє записом переговорів Сарена із впливовою асарі Бенезією. Ті обговорюють повернення невідомих Женців і свої перемоги. Рада приймає це як доказ зради Сарена і позбавляє його титулу «Спектра». Натомість Шепард стає «Спектром» і йому доручають ліквідувати Сарена. В команду Шепард отримує Кайдена, Ешлі, Гарруса, Рекса, Талі, та корабель «Нормандія» з його пілотом Джеффом «Джокером» Моро. Колишній командер Андерсон схвалює це і стає порадником Шепарда.
Командер Шепард розшукує на планеті Терум та визволяє з пастки протеанів археолога-асарі Ліару Т'соні, дочку Бенезії, поки її не схопили найманці Сарена. Ліара як сильний біотик і спеціаліст з протеанів приймається в команду. Вона вважає, що кожні 50000 років якась сила знищує всі розвинені цивілізації галактики і туріанець-зрадник має стосунок до цієї загрози. Шепард здогадується, що це Женці, і що гети коряться їм як вершині синтетичного життя. На Феросі командер стикається з союзниками Сарена, в тому числі мислячою рослиною Торіанином, яких долає. Він довідується про флагман Сарена «Володар», що має здатність брати під контроль різних органічних істот. На Новерії Шепард викриває місцевого корупціонера та вислідковує Бенезію на дослідній станції. Вирушивши туди, команда опиняється відрізаною від решти світу через карантин. Борючись проти гетів і комахоподібних рахні, Шепард знаходить Бенезію. Матріарх стверджує, що її з Сареном контролює «Володар» сам по собі, який є не кораблем, а окремою істотою. Тимчасово подолавши його вплив, Бенезія дає цінну інормацію і помирає. Після цього Шепард вирішує долю королеви рахні, захопленої для створення армії Сарену.
Рада повідомляє про знаходження саларіанцями бази Сарена на Вермайрі. Як тільки Шепард прибуває туди, він з'ясовує, що Сарен знайшов ліки для уражених безпліддям кроганів, з яких замислив зібрати військо. Урднот через це перестає довіряти Шепарду, але той може переконати його продовжити місію (або вбити). Після цього командер допомагає саларіанцям на чолі з Кіррахе здійснити диверсію і знищити базу. Всередині бази Шепард натикається на «Володаря», що називає себе одним із Женців. Той розповідає про свою машинну цивілізацію, котра очікує, допоки населення Чумацького Шляху опанує використання Ретрансляторів для надсвітлових подорожей і займе Цитадель. Коли органічні цивілізації галактики досягають певного рівня розвитку, Женці прибувають та «пожинають» їх. Втручається Сарен, який говорить, що його союзники, перетворені на напівсинтетичні організми, будуть залишені Женцями в живих як «непридатні». Після бою Сарен відступає, але Ешлі і Кайден лишаються в пастці. Шепард вирішує кого з них рятувати, поки база не буде підірвана ядерною бомбою.
Ліара вираховує місцезнаходження артефакта протеан на планеті Айлос. Однак Сарен також знаходить це місце. Шепард відшукує штучний інтелект Віджіл, який пояснює деталі минулого. Женці використовують Цитатель, яка нині служить місцем базування уряду, як велетенський Ретранслятор, крізь який прибувають до Чумацького Шляху. За їхнього останнього прибуття 50 тисяч років тому група протеанів вціліла в кріосні на Айлосі й пережила винищення Женцями цивілізацій. Протеани пробралися на Цитадель за допомогою мініатюрного Ретранслятора, «Каналу», і зламали її системи, зробивши непридатною для використання Женцями. Після цього вони повернулися в сон, однак Віджіл спрямував енергію на підтримання власної роботи, тому останні протеани загинули. Та зараз Сарен збирається полагодити Цитадель і користується «Каналом», щоб перенестися туди.
Шепард слідкує за ним і прибуває в момент, коли «Володар» атакує Цитадель, очолюючи флот гетів. З боями Шепард пробирається до Сарена, котрий виявляється наполовину синтетичним організмом, перетвореним «Володарем» на свою маріонетку. Після двобою він може вбити Сарена чи переконати його в тому, що прагнучи врятуватися від Женців, той насправді підпав під їхній вплив. В останньому випадку Сарен застрелюється сам, дякуючи за те, що Шепард відкрив йому очі.
Флот Цитаделі втрачає сили, тим часом Джокер і Шепард очолюють атаку на «Володаря», який приєднується до Цитаделі, щоб активувати її. Командер постає перед вибором: врятувати Раду Цитаделі або ж сконцентруватися на боротьбі з Женцем, прирікши цим самим Раду на загибель. «Володар» оживляє залишки тіла Сарена, але зазнає поразки і гине під вогнем флоту Цитаделі. Шепард вибирається з палаючих руїн всередині Цитаделі та зустрічає своїх вцілілих друзів.

### Персонажі

Розумні раси, що показані в грі

#### Команда Шепарда
- Командер Шепард — головний герой; перша людина, що удостоїлася носити звання Спектра (Spectre, від Special Tactics and Reconnaissance) (Першим, котрого хотіли взяти у спектри, був командер Девід Андерсон, що позбувся шансу стати Спектром практично відразу ж після проваленого завдання. Цю історію Альянс вирішив приховати й назвати першим Спектром-людиною наступного відзначеного). Спектри — це елітні бійці, на яких тримається Рада Цитаделі. Спектрів не готують, а вибирають із вже найкращих. Вони не звітуються ні перед ким, крім Ради Цитаделі, тому на практиці можуть переступати закони. Як польовий агент, Шепард має повноваження виконувати свої завдання будь-яким способом. На початку гри, гравець може вибирати зовнішній вигляд, стать, передісторію й клас персонажа. Залежно від обраної історії змінюється хід подій, манера поведінки персонажа. Оскільки Mass Effect — гра з повністю озвученими діалогами, можна обрати лише ім'я персонажа, а прізвище, за яким звертаються до героя, залишиться без змін.
- Ешлі Вільямс — людина-солдат. Красива дівчина, що уміє постояти за себе. Персонаж чоловічої статі може завести з нею роман. Не любить інопланетян.
- Ліара Т'Соні — компаньйон-асарі, археолог-фахівець із протеанських технологій. Персонаж будь-якої статі може завести роман з Ліарою.
- Кайден Аленко — людина-страж, помічник Шепарда. Один з перших людей з біотичними здібностями. Персонаж жіночої статі може завести з ним роман.
- Ґаррус Вакаріан — туріанець, колишній агент Безпеки Цитаделі, що пішов у відставку, розчарувавшись у надмірно бюрократичному механізмі своєї організації. Раніше був одним з кандидатів для становлення Спектром.
- Урднот Рекс — один з останніх кроганів рангу Бойовий Майстер. Ці рідкісні індивіди можуть сполучати біотичні здібності з високими технологіями, а також вправні зі зброєю. Незважаючи на свій загрозливий вигляд, Рекс рідко втрачає самовладання. Він також віддає перевагу бути лаконічним.
- Талі'Зора нар Райя — молода кваріанка, яка під час ритуального паломництва знайшла доказ зрадництва Сарена. Як і всі кваріанці, Талі відмінно розуміється на будь-якій техніці.

#### Екіпаж «Нормандії»
- Командер Девід Андерсон — командир корабля «Нормандія» і головний персонаж роману-приквелу «Mass Effect. Відкриття», у якому він зустрівся із Сареном. Наставник Шепарда і його радник. Після зарахування Шепарда в ряди Спектрів, добровільно передає йому/їй командування «Нормандією». Озвучений Кітом Девідом.
- Джефф «Джокер» Моро — пілот «Нормандії». Незважаючи на свою вроджену ваду, синдром Вроліка, через який його кістки надмірно ламкі, є найкращим пілотом Альянсу. Озвучений Сетом Гріном.
- Навігатор (штурман) Преслі — заступник Шепарда на борту «Нормандії». Преслі не до душі присутність іншопланетян на передовому кораблі Альянсу.
- Капрал Л. Дженкінс — солдат родом з Іден Прайму. Не має реального бойового досвіду, тому всіма силами намагається потрапити на «справжню справу».
- Доктор Чаквас — головний медичний офіцер «Нормандії». Раніше служила з командером Андерсоном і любить працювати вдалині від цивілізованого космосу. Доктор Чаквас віддає перевагу роботі серед солдатів у галактиці, повній життя, захопливішій, ніж робота в якій-небудь людській колонії.

#### Представники Альянсу
- Адмірал Гекет — командувач П'ятого космічного флоту Альянсу зі своєї штаб-квартири на Землі. У грі досить часто зв'язується із Шепардом для передачі повідомлень і завдань. Озвучений Ленсом Генріксеном.
- Представник Удіна — представник Альянсу Систем у Цитаделі. Зображений як досить неприємний тип. Недолюблює Шепарда, що постійно й показує.

#### Основні супротивники
- Сарен Артеріус — колишній Спектр-туріанець. Відомий своїми жорстокими методами роботи й добування інформації. Глибоко ненавидить людей через загибель брата у війні Першого Контакту. Після подій роману-приквелу Сарен укладає союз із гетами. Він є основним антагоністом гри.
- Бенезія — асарі-матріарх, що перебуває в союзі із Сареном. Мати Ліари. Озвучена Мариною Сіртіс.
- Володар (англ. Sovereign) — корабель Сарена. Як стає відомо в міру проходження гри, «Володар» — не космічний корабель у звичайному розумінні, а представник стародавньої кібернетичної раси Жнеців, здатний брати під свій контроль розум органічних істот.

#### Представники інших рас
- Найлус Крейк — відомий Спектр-туріанець. Сарен був його наставником. Найлус відмінно вміє користуватися слабкостями ворога й завжди залишається холоднокровним, хоча його методи далекі від жорстокості Сарена. Був убитий Сареном на Іден Праймі за те, що став свідком злочину наставника.
- Шаі'ра (Компаньйонка) — представниця раси асарі, яку багато хто вважає оракулом.
- Насана Дантіус — посол раси асарі в Цитаделі.

## Розробка
Робота над Mass Effect почалася за кілька місяців до релізу гри Star Wars: Knights of the Old Republic (2003). Грег Зещук і Рей Музика уклали з Microsoft контракт на розробку ексклюзивної гри для консолі Xbox 360. Проект планувалося втілити за три роки, одразу було обрано науково-фантастичне спрямування. Його робочою назвою стала Science Fiction X. Головний дизайнер Кейсі Гадсон вирішив, що світ гри варто зобразити яскравим, світлим, на відміну від багатьох науково-фантастичних відеоігор того часу. Для створення сетингу розробники надихалися футуристичними ілюстраціями Сіда Міда, телесеріалами, такими як «Доктор Хто», «Вавилон-5», «Світляк», а також фільмами «Чужий», «Той, хто біжить по лезу», «Космічна одіссея 2001 року». Впродовж першого року над грою трудилися 130 співробітників BioWare.
З усіх матеріалів найраніше було створено ескіз крогана, де він був схожий на прямоходячого дракона, потім корабель «Нормандія» та вигадану зниклу расу назарі, пізніше замінену протеанами, що винайшла надсвітлові польоти. Дрю Карпишин, який раніше займався створенням сценарію до гри Knights of the Old Republic, працював над основною сюжетною лінією Mass Effect. Але над сюжетами окремих місій працювали різні сценаристи, які мали змогу перевіряти і критикувати твори один одного. Це дозволило уникати суперечностей між ними і вписати до основного сюжету. На ранніх етапах розробки, на початку 2004, сюжет, описаний в документі «Master Slaves» розгортався в недалекому майбутньому. Він базувався на протистоянні головного героя Андерсона іншопланетянам, очолюваним Сареном. Проте Гадсон вважав, що такому конфлікту бракує глобальності. Зацікавившись розвитком технологій, а йому саме трапилися матеріали про розробку апарата штучного мовлення, він вигадав роботів Женців — напівміфічну загрозу всій галактиці, яка виявляється реальною. Вважається, що прообразом Женців слугували Великі Древні з творів Говарда Лавкрафта.
Командера Шепарда було названо на честь космонавта Алана Шепарда. Зовнішність його чоловічої версії заснована на вигляді фотомоделі Марка Вандерлоо. Припускалося, що Шепард протистоятиме іншому Спектру, Ешлі або Кайдену. Командер міг з часом стати напів-синтетичним, як Сарен. Сценаристи Mass Effect зробили протагоніста командером космічного корабля, а не одинаком, щоб його пригоди виглядали безсумнівно значущими.
Початково гра розроблялася як екшн від першої особи, подібний до Halo. Значно вплинули на неї Deus Ex з її варіативністю сюжету і Starflight у зображенні подорожей галактикою. Розроблялася можливість перемикатися між 2-3 персонажами своєї команди, як це було в KOTOR, але від ідеї відмовилися на користь одного грабельного персонажа, котрий може віддавати накази іншим і користуватися тактичною паузою. Проте з KOTOR було перейнято систему морального образу протагоніста та вплив його дій на фінал. Щоб зробити діалоги швидкими, не обтяжувати гравця обдумуваннями відповіді, розробники винайшли «кільце діалогів», де коротко описується суть репліки. Планувалося дати змогу гравцям торгувати між собою зброєю і спорядженням в спеціальних локаціях і змагатися в мультиплеєрі. Існувала думка про те, щоб гравці могли комбінувати предмети, майструючи нові.
Остаточну назву нової гри Кейсі довго не міг підібрати, розглядалися Element Zero, Threshold, Space Age, Epsilon Effect. Так тривало доти, доки за легендою, Грег Зещук не зайшов і не спитав, заплутавшись у назвах, як триває робота над Mass Effect. Таку назву й було ухвалено.
Над музикою працювали композитори під керівництвом Джека Волла, відомого за музикою до Myst IV та Jade Empire. Вони надихалися саундтреками до фільмів з 1980-х, таких як «Той, що біжить по лезу», «Ризикована справа», і «Та, що породжує вогонь».
У жовтні 2005 Mass Effect було представлено на виставці X05, а в травні 2006 на E3. Розробку гри в 2012 році було детально описано в інформаційному додатку The final hours of Mass effect 3.
Mass Effect увійшла до складу збірки Mass Effect Legendary Edition, виданої 14 травня 2021 року. Оновлена гра отримала текстури підвищеної якості та вдосконалений інтерфейс. Було виправлено керування «Мако», щоб зробити його плавнішим та реалістичнішим (колишнє керування вмикається окремо), зменшено час завантажень. Особливості боїв було перенесено з Mass Effect 2 і 3, для рукопашного бою стала слугувати окрема кнопка, підвищилася точність зброї. Кожним з учасників загону стало можливо командувати окремо. Нова версія гри отримала в своєму складі одразу всі доповнення, за винятком Pinnacle Station, оскільки його сирцевий код було втрачено.

## Завантажувані доповнення
Після виходу гри було випущено 2 завантажуваних доповнення для Xbox 360 і ПК-версії гри. Для ПК вони безкоштовні та включені до стандартної версії.

Логотип «Bring Down the Sky»

«Загибель із небес» (англ. Bring Down the Sky) — перше доповнення для Mass Effect, що розширює всесвіт гри расою батаріанців та додає ще один епізод у пригоди командера Шепарда й екіпажа «Нормандії». Версія для Xbox 360, що коштує 400 ігрових очок, вийшла 10 березня, а безкоштовна версія для ПК — 29 липня 2008 року.
Доповнення являє собою всього одну додаткову ігрову місію, розраховану максимум на 90 хвилин проходження. Сюжет доповнення оповідає про групу екстремістично налаштованих іншопланетян — батаріанців, що готують небачений за своїми масштабами терористичний акт у системі Асгард. Терористи планують скинути астероїд на розташовану в системі людську колонію Терра Нова. Тільки екіпаж «Нормандії» під керівництвом Шепарда здатен урятувати безневинних людей від смертельної небезпеки й запобігти катастрофі. Місія стає доступна відразу ж після того, як командер Шепард отримує нашивки Спектра.
«Станція „Вершина“» (англ. Pinnacle Station) — друге доповнення для Mass Effect, що додає в гру тренувальну космічну станцію. Доповнення для Xbox Live і ПК вийшло 26 серпня 2009 року.
Космічна станція «Вершина» (англ. Pinnacle), що перебуває під командуванням адмірала Ахерна, була створена для тренування найкращих солдатів Альянсу. Шепард отримує запрошення на цю законспіровану навчальну базу, лише коли стає Спектром. Будучи на станції, гравець може покращувати свої навички на голографічному симуляторі, що має 12 тренувальних сценаріїв. Побивши всі рекорди, він може одержати нову зброю. Проходження доповнення займає приблизно 2-3 години.
Для тренування доступні чотири різні режими:
- Survival (укр. Виживання) — команда із трьох людей намагається відбити ворожі атаки, що не припиняються;
- Time trial (укр. Випробування на час) — гравцеві необхідно вбити певну кількість ворогів за відведений час;
- Capture mode (укр. Режим захоплення) — захоплення й утримання точок на карті;
- Hunt mode (укр. Режим полювання) — режим відрізняється від «Time trial» тільки тим, що часу дано значно менше й він додається до таймера лише з кожним убивством.

## Оцінки й відгуки
| Агрегатор    | Оцінка                                 |
| ------------ | -------------------------------------- |
| GameRankings | (X360) 91.24% (PC) 89,70 % (PS3) 82 %  |
| Metacritic   | (X360) 91/100 (PC) 89/100 (PS3) 85/100 |

| Видання                      | Оцінка                    |
| ---------------------------- | ------------------------- |
| 1Up.com                      | A                         |
| Computer and Video Games     | 9.0/10                    |
| Edge                         | 7/10                      |
| Electronic Gaming Monthly    | 9.17/10                   |
| Eurogamer                    | 8/10                      |
| Game Informer                | 9.75/10                   |
| GamePro                      | (4.75/5)                  |
| GameSpot                     | (PC) 9.0/10 (X360) 8.5/10 |
| GameSpy                      | [ 42 ]                    |
| GamesRadar+                  | 9/10                      |
| GameTrailers                 | 9.6/10                    |
| IGN                          | 9.4/10                    |
| Official Xbox Magazine (США) | 10/10                     |
| X-Play                       | [ 47 ]                    |

Ще розроблюваною Mass Effect була визнана найкращою рольовою грою на виставці E3 2006. По виходу гра зібрала високі середні оцінки на агрегаторі Metacritic у 89 балів зі 100 для Windows, 91/100 для Xbox 360, і 85/100 для PlayStation 3. На GameRankings середні оцінки склали 89,7 % для Windows, 91,24 % для Xbox 360, і 82 % для PlayStation 3.
IGN гру було оцінено в 9,4 бали з 10 зі словами «нова планка якості оповіді у іграх», проте було розкритиковано увагу інших оглядачів до рольової складової та «глюки, бідний ШІ і слабкі механіки загону, які тягнуть гру вниз».
Від GameSpot гра отримала оцінку 8,5/10. З позитивних сторін було відзначено глибокий сюжет, систему діалогів, графіку і озвучування, біотику як цікаву геймплейну знахідку. З недоліків було перераховано слабку навігацію і керування транспортними засобами, незручний інтерфейс.
Гра посіла друге місце в номінації «RPG року» (2008) журналу Ігроманія.
У Сінгапурі гра була заборонена через суперечливі сцени сексу з інопланетними істотами. Хоча потім її дозволили продавати з рейтингом «від 18 і старше». Навколо сексуальної сцени з трейлера в американських мас-медіа розгорівся скандал, у якому критики звивинуватили видавців гри у пропаганді порнографії й неповазі до жінок серед дітей і підлітків. Згодом, особисто ознайомившись із грою, критики принесли публічні вибачення ігровому співтовариству.

## Супутня продукція
- «Mass Effect: Відкриття» (2007) — роман-приквел до Mass Effect. Розповідає про лейтенанта Девіда Андерсона, коли він був кандидатом у Спектри. Він розшукує вчену Калі Сандерс, яка пережила напад на секретну базу Альянсу і володіє даними про загадковий артефакт допротеанських часів. Тим часом Сарен Артеріус користується своїм статусом Спектра, щоб знайти спосіб помститися людям за загибель його брата. Він полює на артефакт аби скористатися його силою, не здогадуючись чим знахідка є насправді.